# بلدية ليلفارد
بلدية ليلفارد (بالإنجليزية: Lielvārde Municipality)‏ هي بلدية في لاتفيا، تتبع لاتفيا، بلغ عدد سكانها 9٬758  نسمة، في 1 يناير 2017، عاصمتها ليفاردي.

## الموقع
تشترك في الحدود مع:
- بلدية كغومس
- بلدية أوغري
- بلدية سكريفري.

## التقسيمات الإدارية
- ليفاردي
- Lielvārde Parish [الإنجليزية]‏
- Lēdmane Parish [الإنجليزية]‏
- Jumprava Parish [الإنجليزية]‏.